# Mst. Tahmina Begum
Mst. Tahmina Begum (em bengali:  মোসাঃ তাহমিনা বেগম) é uma política da Liga Awami de Bangladesh e um membro do Parlamento de Bangladesh num assento reservado.

## Carreira
Begum foi eleita para o parlamento para um assento reservado como candidata da Liga Awami de Bangladesh em 2019.